# Turn to Stone

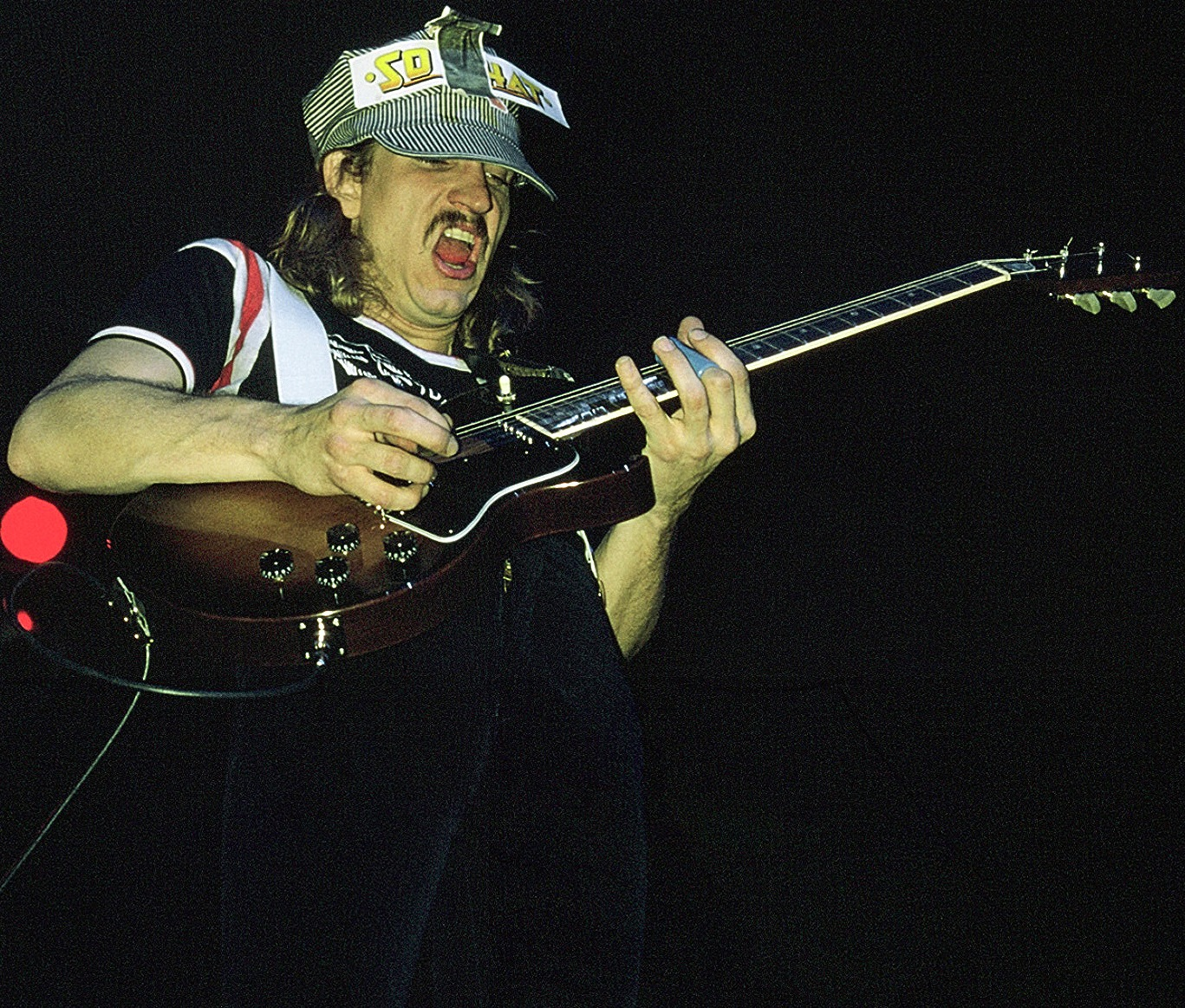
Joe Walsh (1975)

Turn to Stone ist ein Lied, das 1972 von Joe Walshs Band Barnstorm auf dem Album Barnstorm veröffentlicht wurde. Es wurde von Walsh und Terry Trebandt geschrieben.

## Liedtext
Der Liedtext bezieht sich auf das Kent-State-Massaker, das Walsh als Student erlebte. Er sagte: „Bei den Schießereien dabei zu sein, hat mich wirklich tief berührt. Ich entschied, dass ich vielleicht gar nicht so dringend einen Abschluss brauche.“ Walsh brach daraufhin das College nach einem Semester ab, um seine Musikkarriere fortzusetzen.

## Weitere Veröffentlichungen
Der Song erschien auch 1974 auf dem Soloalbum So What von Walsh und wurde auch als Single veröffentlicht. Die Musikzeitschrift Cashbox meinte, der Song zeige Walshs „pyrotechnische Gitarren-Fähigkeiten“ und kommentierte die „breiten, schwungvollen Akkorde und die akzentuierte Rhythmusgruppe“. Die Single erreichte Platz 93 der US Billboard Charts.
1976 erschien der Song auch auf seinem Live-Album You Can’t Argue with a Sick Mind. Die Eagles spielten den Song mit Walsh als Hauptsänger bei ihrem Auftritts am 4. März 1980 in Inglewood.

## Cover-Versionen
Roy Buchanan coverte den Song auf seinem 1978er Album You're Not Alone. Crippled Black Phoenix coverten den Song auf ihrem 2016 erschienenen Album Bronze. Kenny Wayne Shepherd coverte den Song auf seinem 2019 erschienenen Album The Traveler und dem 2020 erscheinenden Album Straight to you Live.